# گوردون استراکن
گوردون استراکن (انگلیسی: Gordon Strachan؛ زادهٔ ۹ فوریهٔ ۱۹۵۷) یک بازیکن فوتبال سابق اهل اسکاتلند است که در پست هافبک بازی می‌کرد.

## باشگاهی
از باشگاه‌هایی که در آن بازی کرده‌است می‌توان به منچستر یونایتد، آبردین، داندی، لیدز یونایتد، و کاونتری سیتی اشاره کرد.